# Hynek ze Švamberka
Hynek ze Švamberka (okolo roku 1452? – 10. června 1489 v Praze) byl český šlechtic z rodu pánů ze Švamberka. Většinu života zastupoval svého otce Bohuslava ve správě rodového majetku a aktivně se účastnil mnoha ozbrojených konfliktů na jižních a jihozápadních hranicích Čech. Oženil se s Kunhutou ze Šternberka, s níž měl celkem osm dětí.

## Život
Hynek ze Švamberka byl nejstarším synem a jediným potomkem z prvního manželství Bohuslava ze Švamberka s Lidmilou z Rožmberka. Jediným vodítkem k době Hynkova narození je sňatek rodičů, kteří byli oddáni v únoru roku 1452.
Hynkův život byl ovlivněn nejasným duševním onemocněním, na jehož základě se jeho otec rozhodoval, zda se nástupcem správy rodového majetku stane Hynek nebo jeho mladší bratr Jindřich I. Komu správa majetku připadne měli rozhodnout bratři Vok z Rožmberka, Petr z Rožmberka, dále Jan Strakonický ze Švamberka, Dobrohost z Ronšperka a Děpolt Popel z Lobkovic, ale Hynek nakonec zemřel dříve než jeho otec. Roku 1488 je doloženo Hynkovo léčení v Praze, kde také 10. června 1489 zemřel. Pohřben byl v katedrále svatého Víta, kde se dochoval jeho náhrobní kámen.

### Kariéra
V mládí Hynek zastupoval svého otce při správě borsko-krasíkovského panství. V roce 1486 koupil ves Muckov od svého příbuzného Buriana Muckovského ze Švamberka, který jako poslední ze zchudlé muckovské větve rodu tuto vesnici vlastnil. Na borském panství pokračoval v otcově úsilí o rozvoj tamních rybníků. V roce 1478 získal důlní privilegium od krále Vladislava Jagellonského, které mu umožňovalo provozovat doly na dědičných i zápisných panstvích.
Hlavním náplní Hynkovy činnosti bylo válečnictví. Poprvé se samostatně účastnil vojenských akcí po boku Buriana z Gutštejna a dalších šlechticů proti řezenskému biskupství, které údajně v Řezně poskytovalo útočiště Tomasi Schweizerovi, nepříteli Švamberků. O smír mezi oběma stranami se marně snažil vévoda Ludvík Landshutský, kterém Švamberkové sloužili.
Ve válce Vladislava Jagellonského s Matyášem Korvínem stál i se svým otcem na straně Matyáše Korvína. Bohuslav VII. se po čase dostal do sporu s Korvínem a v lednu 1478 jím byl zajat. Hynek se poté přestěhoval na Zvíkov, zastoupil otce v jeho funkci rožmberského regenta a uzavřel mírovou smlouvu s králem Vladislavem Jagellonským. Jeho příbuzný Racek ze Švamberka z bušovicko-střapolské rodové větve, hejtman na Hluboké, buď o smlouvě nevěděl, nebo ji ignoroval, a při jedné z Hynkových četných cest ho i jeho čtyřicetičlenný doprovod přepadl. Hynek útok úspěšně odrazil a z jeho oddílu byl zraněn jediný muž.
Zároveň od roku 1476 probíhala pohraniční válka jihočeské šlechty proti rakouským šlechticům ve službách císaře Fridricha III. Zatímco probíhala mírová jednání s císařem, porušovaly obě strany průběžně dohodnutá příměří. Hlavním soupořem byl císařský polní hejtman Bernart Scherfengerger, který roku 1477 vypálil Český Heršlák a dobyl město i hrad Rožmberk. Bohuslav VII., ačkoliv se nacházel v zajetí, synovi písemně radil, aby posílil posádku Českého Krumlova. V následujících měsících Hynek usilovně sháněl žoldnéře a prostředky na jejich zaplacení. Mírovou smlouvu s Rakušany jménem svého otce Hynek uzavřel 7. června 1478, ale ještě téhož roku obě strany příměří opakovaně porušily.
Po propuštění otce z vězení mu Hynek předal správu rožmberského majetku a vrátil se ke správě borsko-krasíkovského panství a pohraničním válkám na jihozápadě Čech. Nadále podporoval Buriana z Gutštejna a sám vedl spor se Sezimou Prostibořským z Vrtby nebo s tepelským klášterem o městečko Úterý a ves Olešovice, které Švamberkové drželi, ačkoliv podle arbitráže Buriana z Gutštejna s klášterem měly už na začátku osmdesátých let patnáctého století připadnout klášteru. Švamberkové obě sídla vydali až roku 1486.
Poslední vojenské události Hynkova života se odehrály roku 1487, kdy se měšťané z Kašperských hor obávali napadení Němci, s nimiž Hynek válčil.

### Manželství a potomstvo
Dne 12. listopadu 1475  se na Zelené hoře oženil s Kunhutou ze Šternberka, dcerou Zdeňka Konopišťského ze Šternberka. Narodili se jim:
- Jindřich II. ze Švamberka
- Kryštof I. ze Švamberka, zakladatel zvíkovské rodové větve
- Bohuslav VIII. ze Švamberka († 1512), oženil se s Markétou Šlikovou
- Jan IV. ze Švamberka, zakladatel borské rodové větve
- Volf ze Švamberka († 1505), oženil se s Annou z Gutštejna
- Zdeněk ze Švamberka († 1495)
- Markéta, klariska v Českém Krumlově
- Anna, klariska v Českém Krumlově